# Raboso veronese
Pour les articles homonymes, voir Véronèse (homonymie).
Le raboso veronese est un cépage italien de raisins noirs .

## Origine et répartition géographique
Il provient du nord de l'Italie. Il est souvent vinifié en assemblage avec le raboso piave.
Il est classé recommandé en provinces de Padoue, Rovigo, Trévise, Venise et Vicence dans la région de la Vénétie et de Bologne dans la région de l'Émilie-Romagne. Il est classé autorisé dans les provinces de Crémone (Lombardie), Vérone (Vénétie), Pordenone (Frioul-Vénétie Julienne), et Ferrare et Modène (Émilie-Romagne).
Il est classé cépage d'appoint en DOC Bagnoli di Sopra et Colli Euganei. En 1998, il couvrait 700 ha.
Il est également cultivé en Argentine (100 ha).
Le nouveau cépage fertilia est un croisement du raboso veronese et du merlot.

## Caractères ampélographiques
- Extrémité du jeune rameau cotonneux blanc à pointe rosée.
- Jeunes feuilles duveteuses, jaunâtre à plages légèrement bronzées.
- Feuilles adultes, à 5 lobes (parfois 7 lobes) avec des sinus supérieurs profonds en lyre fermée, un sinus pétiolaire en U plus ou moins fermée, des dents anguleuses, étroites, un limbe pubescent.

## Aptitudes culturales
La maturité est de quatrième époque: 40 jours après le chasselas.

## Potentiel technologique
Les grappes sont grandes et les baies sont de taille petite à moyenne. La grappe est cylindrique, ailée et compacte. La chair est juteuse et d'une saveur simple. Le cépage est vigoureux et fertile donnant une production abondante. Il est sujet au millerandage. Les vins sont d’un rouge rubis intense, moyennement alcoolique et légèrement tannique et acide. Le raboso veronese est parfois vinifié en vin rosé.

## Synonymes
Le raboso veronese est connu sous le nom de raboso nero veronese et refosco (par erreur car confondu avec le Refosco dal peduncolo rosso).